# 片山真人
片山 真人（かたやま まさと、1984年4月19日 - ）は、大阪府出身の元プロサッカー選手。ポジションはフォワード。

## 来歴
ガンバ大阪の下部組織出身。ジュニアユース時代に年代別日本代表に選出された経験を持つ。ユースチームでは、JユースカップのMVPや得点王を獲得するなど活躍を見せたが、トップチーム昇格は叶わなかった。
近畿大学でも関西学生リーグ1部の優秀選手に選ばれるなど活躍。複数のクラブからのオファーを受けたが、J参入を明言している松本山雅FCへの加入を決めた。
2008年からはJ2へ昇格したFC岐阜へ移籍。地域リーグ（4部）からJ2（2部）へのステップアップとして注目された。2008年は開幕戦（第1節）から片桐淳至との2トップで先発出場するなど、J2リーグ戦全42試合中36試合に出場し8ゴールを挙げ、9ゴールの片桐に次ぐチーム内2位の得点数を記録したが、2009年は無得点に終わり、同シーズン限りでFC岐阜との契約が終了する事になった。
2010年、合同トライアウトを経て水戸ホーリーホックへ移籍。吉原宏太と並ぶチームトップタイの6得点を挙げるも、わずか1シーズンで戦力外通告を受ける。
2011年より松本山雅FCに4年ぶりに復帰した。2012年限りで現役を引退、同クラブの事業本部ホームタウン担当となった。

## トピックス
- 高校は大阪府立茨木西高等学校に在学・卒業。お笑い芸人ナインティナインの岡村隆史と矢部浩之、及び浩之の兄である矢部美幸の後輩に当たる。岡村や矢部兄弟は同校サッカー部に所属していたが、片山はガンバ大阪ユースに所属していたため、同校サッカー部には入部していなかった。

## 所属クラブ
ユース経歴
- 1997年 - 1999年 ガンバ大阪ジュニアユース
- 2000年 - 2002年 ガンバ大阪ユース
- 2003年 - 2006年 近畿大学

プロ・シニア経歴
- 2007年  松本山雅FC
- 2008年 - 2009年  FC岐阜
- 2010年  水戸ホーリーホック
- 2011年 - 2012年  松本山雅FC

## 個人成績
| 国内大会個人成績 | 国内大会個人成績 | 国内大会個人成績 | 国内大会個人成績 | 国内大会個人成績 | 国内大会個人成績 | 国内大会個人成績 | 国内大会個人成績 | 国内大会個人成績 | 国内大会個人成績 | 国内大会個人成績 | 国内大会個人成績 |
| 年度             | クラブ           | 背番号           | リーグ           | リーグ戦         | リーグ戦         | リーグ杯         | リーグ杯         | オープン杯       | オープン杯       | 期間通算         | 期間通算         |
| 年度             | クラブ           | 背番号           | リーグ           | 出場             | 得点             | 出場             | 得点             | 出場             | 得点             | 出場             | 得点             |
| 日本             | 日本             | 日本             | 日本             | リーグ戦         | リーグ戦         | リーグ杯         | リーグ杯         | 天皇杯           | 天皇杯           | 期間通算         | 期間通算         |
| ---------------- | ---------------- | ---------------- | ---------------- | ---------------- | ---------------- | ---------------- | ---------------- | ---------------- | ---------------- | ---------------- | ---------------- |
| 2007             | 松本             | 11               | 北信越1部        | 13               | 14               | -                | -                | -                | -                | 13               | 14               |
| 2008             | 岐阜             | 24               | J2               | 36               | 8                | -                | -                | 0                | 0                | 36               | 8                |
| 2009             | 岐阜             | 24               | J2               | 11               | 0                | -                | -                | 1                | 0                | 12               | 0                |
| 2010             | 水戸             | 39               | J2               | 29               | 6                | -                | -                | 2                | 1                | 31               | 7                |
| 2011             | 松本             | 11               | JFL              | 21               | 4                | -                | -                | 4                | 1                | 25               | 5                |
| 2012             | 松本             | 11               | J2               | 7                | 0                | -                | -                | 0                | 0                | 7                | 0                |
| 通算             | 日本             | 日本             | J2               | 83               | 14               | -                | -                | 3                | 1                | 86               | 15               |
| 通算             | 日本             | 日本             | JFL              | 21               | 4                | -                | -                | 4                | 1                | 25               | 5                |
| 通算             | 日本             | 日本             | 北信越1部        | 13               | 14               | -                | -                | 0                | 0                | 13               | 14               |
| 総通算           | 総通算           | 総通算           | 総通算           | 117              | 32               | -                | -                | 7                | 2                | 124              | 34               |

- Jリーグ初出場 - 2008年3月9日 J2 第1節 対ヴァンフォーレ甲府戦 (小瀬、岐阜 1-1 甲府)
- Jリーグ初得点 - 2008年3月20日 J2 第3節 対モンテディオ山形戦 前半26分 (山形、岐阜 5-3 山形)

## タイトル

### クラブ
ガンバ大阪ユース
- Jユースカップ：2回 (2000年、2002年)

## 代表歴
- U-15日本代表